# Therese Lundin
Linn Therese "Ludde" Lundin, född 3 mars 1979 i Karlskrona, är en svensk före detta elitfotbollsspelare. Hon spelade i bland annat LdB FC Malmö (idag FC Rosengård) och i det svenska landslaget.

## Karriär
Therese Lundin är från Karlskrona, där hon började sin fotbollskarriär i Rödeby AIF 1994–1995. Under tre års tid, från 1995 till 1998, verkade hon i Östers IF, medan hon därefter gick över till Malmö FF:s damlag. Hon fortsatte i den klubben fram till 2009, och under de åren bytte laget namn till LdB Football Club (nuvarande FC Rosengård).
Lundin höll upp från fotbollsspelandet på grund av knäproblem under delar av 2008. Året efter gjorde hon dock en sista elitsatsning, då hon en tid spelade i USA-klubben Chicago Red Eleven (på amatörnivå, i W-leagues central conference).
Therese Lundin har spelat på landslagsnivå, både under junior- och seniortiden. Hon blev uttagen till Sveriges U17-landslag vid 11 tillfällen, till U19-landslaget 9 gånger och till U23-landslaget 23 gånger. Mellan åren 1999 och 2008 spelade hon 57 gånger för Sveriges A-landslag, och debutåret i landslaget fick hon delta i det årets VM. Hon deltog i det landslag som 2001 tog silver i EM.

## Klubbar
- Rödeby AIF (moderklubb; 1994–1995)
- Östers IF (1995–1998)
- Malmö FF/LdB FC Malmö (1999–2008)
- Chicago Red Eleven (2009)

## Meriter
- 57 A-landskamper
- 11 landslagsmål
- EM-silver 2001
- VM 1999
- OS 2000
- 6 SM-silver, 1 brons
- Semifinal i Uefa Women's Cup 2003/2004
- Vinnare av skytteligan i Damallsvenskan 2005[7]
- 218 matcher i Malmö FF (t o m juni 2006)
- 135 mål i Malmö FF (t o m juni 2006)